# Doping Panda
『Doping Panda』（どーぴんぐぱんだ）は、日本のロックバンド、DOPING PANDAのメジャー5枚目のアルバム。2022年3月2日、gr8!recordsより発売。

## 解説
- バンド再結成後、初となるアルバムであり、前作『YELLOW FUNK』より11年ぶりのリリース。
- CD+DVD盤とCDのみの2形態でのリリース。DVDには「Imagine」「Silhouette」のPVが収録される[2]。
- 2022年1月28日にバンド再結成のお知らせと共に「Imagine」のPVが公開され[3]、その後同年2月23日に「Silhouette」のPVが公開された[4]。

## 収録曲

### CD
1. Imagine [3:48]
（作詞：Yutaka Furukawa, Daishi Ato 作曲：Yutaka Furukawa）
2. Kiss my surrender [3:42]
（作詞・作曲：Yutaka Furukawa）
3. Love is tragedy [3:11]
（作詞：Yutaka Furukawa, Daishi Ato 作曲：Yutaka Furukawa）
4. Streaming man [2:48]
（作詞・作曲：Yutaka Furukawa）
5. Can’t you hear the music? [4:23]
（作詞：Sho Okamoto 作曲：Yutaka Furukawa）
6. Wonderland [2:36]
（作詞・作曲：Yutaka Furukawa）
7. Silhouette [3:37]
（作詞：Yutaka Furukawa, Daishi Ato 作曲：Yutaka Furukawa）
8. You don’t love me [3:36]
（作詞：Sho Okamoto 作曲：Yutaka Furukawa）
9. BS [3:19]
（作詞：Yutaka Furukawa, Daishi Ato 作曲：Yutaka Furukawa）
10. Hello [3:40]
（作詞：Yutaka Furukawa, Daishi Ato 作曲：Yutaka Furukawa）

### DVD
1. Imagine (Director:大喜多正毅)
2. Silhouette

## 評価
- Mikikiは「セルフ・タイトルに相応しく、このメンバー3人が演奏すればバンドの音になるんだ――そう思わせる自信と必然が高らかに鳴り響いている。内容としては彼らの歴史を凝縮しつつ、進化を遂げた作風で驚かせる」と評した[5]。

## インタビュー
- DOPING PANDA「Doping Panda」インタビュー｜10年の時を経て、再び集った3人が向かう新しい未来 - 音楽ナタリー